# Tetraria schonlandii
Tetraria schonlandii är en halvgräsart som beskrevs av William Bertram Turrill. Tetraria schonlandii ingår i släktet Tetraria och familjen halvgräs. Inga underarter finns listade i Catalogue of Life.